# Коммерции советник
Комме́рции сове́тник — почётное звание для предпринимателей в некоторых странах.

## Австрия
В Австрии существует звание коммерции советника (коммерческого советника, (нем. Kommerzialrat).

## Германия
Почётный титул коммерции советника (нем. Kommerzienrat) существовал в Германской империи до 1919 года. Им награждались предприниматели, но только если они сделали значительные «пожертвования для общего блага» (нем. Stiftungen für das Gemeinwohl). Следующая степень — тайный коммерции советник (нем. Geheime Kommerzienrat) давала право быть принятым при дворе, то есть сам награждённый, его жена и его дочери могли допускаться к участию в публичной жизни княжеского двора.

## Россия
В Российской империи почётное звание коммерции советника было установлено 27 марта 1800 года для купечества. Оно приравнивалось к VIII классу статской службы.
В 1824 году было установлено, что звания коммерции советника могут быть удостоены купцы, пробывшие в I гильдии 12 лет сряду.
Высочайшим манифестом от 10 апреля 1832 года (§ 9) было установлено, что купцу, пожалованному в звание коммерции советника, даруется потомственное почётное гражданство.
В 1836 году потомственное почётное гражданство было даровано вдовам и законным детям коммерции советников.
В 1854 году сыновья коммерции советников получили право поступать на государственную службу.
Всеми правами и преимуществами, предоставленными коммерции советникам, обладали также лица, имеющие звание мануфактур-советника, учрежденное 1 ноября 1810 года.

## Образ в искусстве
- Рассказ А. П. Чехова — «Дочь коммерции советника».
- В пьесе Е. Л. Шварца «Снежная королева» есть персонаж — коммерции советник.
- В пьесе Г. Гауптмана «Перед заходом солнца» главным персонажем является коммерции советник Матиас Клаузен.
- В рассказе Э. Т. А. Гофмана «Выбор невесты» один из персонажей — коммерции советник Мельхиор Фосвинкель.